# Dragons RFC
Dragons RFC es uno de los 4 equipos profesionales de rugby de Gales. Compite anualmente en el United Rugby Championship.
Su terreno de juego es Rodney Parade, un pequeño estadio de la ciudad de Newport con capacidad para 8700 espectadores, que fue inaugurado en el año 1877.

## Historia
El club nació como fruto de la regionalización del rugby en Gales durante 2003, y sus propietarios son la Federación Galesa de Rugby a medias con el Newport RFC.
Las presencias de Newport Dragons en la United Rugby Championship se han saldado con malos resultados deportivos, siendo su mejor resultado un tercer puesto durante la temporada 2003/04. De igual forma, en la Heineken Cup no ha accedido ninguna vez a la fase de cuartos de final. Por su parte, en la European Challenge Cup, la segunda competición europea, alcanzó las semifinales en su única participación en la temporada 2006/07. En cuanto a la Anglo-Welsh Cup, las cosas no han ido por mejor camino, y nunca ha superado la primera fase.
Por sus resultados deportivos, Newport Dragons es el equipo profesional de Gales que ha demostrado un potencial más reducido.
En sus filas han brillado algunos jugadores de talla mundial como Percy Montgomery, Colin Charvis, Michael Owen o Robert Sidoli.